# Стрельче (Волынская область)
Стрельче (укр. Стрільче) — село в Гороховской городской общине Луцкого района Волынской области Украины.
До 2020 года входило в Гороховский район.
Код КОАТУУ — 0720886004. Население по переписи 2001 года составляет 394 человека. Почтовый индекс — 45734. Телефонный код — 3379. Занимает площадь 17,045 км².

## Личности
- Бабий, Анна Фёдоровна — советский педагог, общественный деятель, краевед, «Отличник народного образования Украинской ССР» (1976), «Отличник образования СССР» (1987), Заслуженный учитель Украинской ССР (1978), ветеран педагогического труда.